# Odostomia carrozzai
Odostomia carrozzai is een slakkensoort uit de familie van de Pyramidellidae. De wetenschappelijke naam van de soort werd in 1987 voor het eerst geldig gepubliceerd door Jacobus Johannes van Aartsen.